# Chufo Llorens
Chufo Llorens   (Barcelona, 1931 - Barcelona, 14 de maig de 2025) fou un escriptor català que escrivia en castellà, especialitzat en novel·la històrica. Part de les seves novel·les estan editades en català. La seva novel·la Et donaré la terra, a la qual va dedicar quatre anys de treball, es va convertir en un supervendes durant la diada de Sant Jordi de 2008.
Va fer estudis de dret i va ser empresari de l'espectacle abans de començar a escriure, en 1986. Va arribar a ser president de l'Associació de Sales de Festes de Barcelona, i va ser conegut als mitjans barcelonins com a representant del presentador i humorista Pedro Ruiz i com a promotor i director de la sala de festes Don Chufo del 1972 al 1991.

## Obra
- La otra lepra (1993)
- Catalina, la fugitiva de San Benito (2001)
- La saga de los malditos (2003)
- Et donaré la terra (2008)
- Mar de foc (2011)
- La llei dels justos (2015)
- El destí dels herois (2020)
- La vida que ens separa (2023)
- Res no passa el dia abans (2024)

## Premis
- Medalla d'Honor de Barcelona (2011).[6]